# SNT
El Sistema Nacional de Televisión o SNT es un canal de televisión abierta paraguayo lanzado al aire el 29 de septiembre de 1965 por Carlos Morinigo Delgado, bajo el nombre de Canal 9 TV Cerro Corá. Con indicativo de señal actual en ZPV 900 TV, es propiedad de Albavisión, operada por Televisión Cerro Corá S.A.
Fue lanzado como el primer canal de televisión de la República del Paraguay y su alcance estimado es de 4 millones de habitantes, lo cual corresponde a un 57% de la población total (agosto de 2019).

## Historia

### Inicios del canal
Los primeros antecedentes se remontan en la década de los sesenta, cuando por Decreto N.º 27808 del 2 de abril de 1963 se autoriza a Televisión Cerro Corá S.A. (en formación) a la explotación de una estación de televisión en Asunción. La concesión de la licencia para la instalación de la primera emisora de televisión en el Paraguay se otorgó un año después, a una empresa fundada para el efecto, presidida entonces por Carlos Morínigo Delgado y las primeras transmisiones experimentadas eran realizadas desde Caacupé por Enrique Biedermann, Humberto Rubin y Camilo Pérez.
El primer canal de televisión paraguayo, llamado Canal 9 TV Cerro Corá (actual SNT) inició sus transmisiones diarias el 29 de septiembre de 1965.
El 29 de septiembre de 1965, el Canal 9 TV Cerro Corá (Televisión Cerro Corá S.A.), con base en Asunción, inició sus transmisiones oficiales luego de sucesivas etapas de prueba. En aquel entonces se transmitía solo algunas horas al día. Su primer programa emitido fue la misma inauguración de su planta transmisora. La emisión se inició a las 19:00 p.m. y estuvo relatada por el locutor Ricardo Sanabria, quien se convirtió en el primer locutor del canal. En la noche de la inauguración, fue emitido un documental sobre los beneficios que traería la televisión, relatada por Rodolfo Schaerer Peralta.
La antena, el transmisor y un pasillo que sirvió de estudio temporal se encontraban en la azotea del edificio del Instituto de Previsión Social (IPS) en la esquina de Pettirossi y Constitución. Técnicos argentinos formaron al personal paraguayo. Carlos Morínigo y Edith Victoria Ruíz Díaz, con solo 16 años, fueron los primeros locutores a los que pronto se agregaron Carmen Díaz Fares de Sanabria, Pablo R. Benítez, Vidalia Cristaldo de Delgado y Edgar Von Lucken.

### Programación entre los años sesenta y setenta
En el primer comercial en vivo de la emisora apareció Edith Victoria en la azotea del edificio, quien pronto se unió al lector del primer noticiero de 5 minutos de duración Nelson García Ramírez. Edith fue además pionera en los programas infantiles de televisión. Se utilizaba un pasillo de un metro de ancho por cinco metros de largo, ubicado al final de la escalera que llevaba a la azotea.
El primer programa de horóscopos estuvo a cargo de un astrólogo paraguayo, que fue levantado luego de su primera emisión, por las dificultades que tenía el conductor para hablar ante cámara. Fue reemplazado por el técnico argentino Héctor Moyano, quien dijo haber realizado estudios de astrología en Buenos Aires y que se desempeñó bajo el nombre de "Karim Gestal".
En abril de 1966, se habilitó el primer estudio formal en una sala para oficinas en el 7.º piso. Al noticiero inicial de cinco minutos producido por el canal, donde solo se leían noticias en cámara, se agregaron otros que utilizaban filmes de apoyo: Sucesos paraguayos, producido por Prisciliano Sandoval, y Paraguay al día, de Alfredo Lacasa Arellano. Algunas series extranjeras ocupaban la programación emitida en horas nocturnas: Bat Masterson, Los acuanautas, Lassie y Los Picapiedra.
Luego vendrían programas nacionales y los primeros ídolos de la televisión paraguaya. Edith Victoria y su hermana Dorita Rudy conducían el exitoso Tele Nueve Club, donde oficiaba de ayudante un niño llamado Manuel Cuenca, con solo 9 años de edad. Nacían las primeras estrellas como Carmen Maida, Felicita Matosh, Sarita Rivas Crovato, Charles González Palisa. El primer programa deportivo estuvo a cargo de Jaime Arditi. Fueron famosos El show de Jacinto Herrera, los Jueves de gala, con Mercedes Jané y Mario Prono y Buscando la letra, creado, producido y dirigido por Alberto Martínez Marta y conducido por Carmen Maida y Rodolfo Schaerer Peralta.
Luego del noticiero realizado en el pasillo de la azotea del canal, se empezó a emitir otro de mayor duración desde el primer estudio formal del Canal 9. Conducían Héctor Velázquez y Susana Ibáñez Rojas. Algunas noticias se filmaban en película muda de 16 mm, en blanco y negro y se relataban sobre las imágenes, en vivo, desde el estudio. Ingresó como redactor Víctor Bobouth Chávez, quien años después condujo el Noticiero del mediodía, junto a Flora Giménez.
La transmisión en ese entonces se iniciaba a las 17:00 p.m.. Luego, se trasladó a las 12:00 p.m. mediodía bajo la conducción de los hermanos Arturo y Humberto Rubin, y la esposa de este último, Gloria Godoy. También se encontraba Armando Rubin, pionero de los teleteatros, en vivo.
En 1966, llega el primer equipo profesional de videocinta al canal y se empiezan a emitir telenovelas argentinas, entre ellas Simplemente María. Aunque ya se podía grabar localmente, el equipo de videocinta era de gran tamaño, peso y requerimientos eléctricos, sin poder moverse del estudio. Las telenovelas argentinas Desesperadamente vivir y Simplemente María ya estaban en el aire. Con la llegada del primer equipo de microondas se transmitieron programas nacionales desde exteriores, tanto en vivo como para grabarlos, con su posterior emisión. En 1967, el uruguayo Nelson Nelson dirige varios teleteatros en vivo al mediodía. Contaban con la actuación de Armando Rubin, Carla Fabri, Zuny Joy, Patricia Blasco, Juan Ángel Gómez y otros.
En 1978, la emisora produce la primera telenovela grabada en video Magdalena de la calle, la cual fue grabada en escenarios naturales como el Barrio Ricardo Brugada (La Chacarita) y el Restaurant Yguazú de Asunción en blanco y negro. Luego de diversos atrasos en la edición, fue emitida recién dos años después, en 1980, cuando ya se emitían varios programas en color. El proyecto inicial de veinte capítulos quedó reducido a cinco capítulos de sesenta minutos. Los videos de U-Matic de esta producción fueron utilizados para grabar partidos de fútbol, con lo cual desapareció el testimonio del primer teleteatro registrado en videocinta. Magdalena de la calle fue producida por Mercedes D'Oliveira y Eduardo Cerebello. Fue dirigida por Silvio Martínez, con la dirección actoral de Rudi Torga. Actuaron Marilyn Maciel, Miguel Ángel González, Amada Gómez, Ramón Patiño, Rosaly Usedo, Ricardo Sanabria y muchos otros.

### Modernización del canal y actualidad
Con la estación de Areguá, se reciben las primeras transmisiones satelitales. Además, en ese mismo año, se realizan las primeras transmisiones de imagen en color (de forma satelital) con los partidos del Mundial de Fútbol de Argentina (1978). Aunque las transmisiones locales a color van reemplazando a las de blanco y negro recién para inicios de los años 1980.
Años después se instaló repetidoras en el interior del país y la red de Sistema Nacional de Televisión vía Antelco, con la creación del Canal 7 de Itapúa en 1976 (actual Sur TV), y el Canal 8 de Alto Paraná en 1980 (actual C9N), el canal pasa a denominarse como Red SNT (Sistema Nacional de Televisión), constituyéndose en la primera cadena de televisión nacional con alcance en todo el país. 
El 29 de junio de 1995 el canal pasa a denominarse SNT Continental (siendo el primer canal paraguayo con alcance internacional) y a principios de los años 2000 pasó a llamarse SNT Cerro Corá. En los años 2000 se crean otros canales como Paravisión y C9N, como canales hermanos.
Desde agosto de 2013, el canal abandonó su diseño de hace años y pasó a llamarse solamente SNT, introdujiendo un nuevo logo con identidad más sólida y menos diluída en muchos colores. El canal se transmite en alta definición (HD) desde el año 2017.
El 31 de diciembre del 2024 a las 23:59, tras 59 años al aire el SNT realizó el cese de transmisiones de su señal analógica  en el marco del apagón analógico a cargo de la CONATEL, quedando solamente su señal digital HD 20.1 UHF, en esta primera etapa el "apagón analógico" se dio en Asunción, Gran Asunción y alrededores.
Se espera que esta transición se de gradualmente a lo largo del territorio nacional y se proyecta la finalización del apagón analógico en todo el país para el año 2029. 